# The Private Life of Sherlock Holmes
The Private Life of Sherlock Holmes (conocida en español como La vida privada de Sherlock Holmes en España y El último secreto de Sherlock Holmes en México y Argentina) es una película de 1970 dirigida por Billy Wilder y escrita y producida por Wilder e I. A. L. Diamond. La película ofrece una mirada afectuosa y ligeramente paródica a Sherlock Holmes y traza una distinción entre el Holmes «real» y el personaje relatado por Watson en sus historias para The Strand Magazine. Está protagonizada por Robert Stephens como Holmes y Colin Blakely como el Doctor Watson.
Steven Moffat y Mark Gatiss, los creadores y escritores de la serie Sherlock, ganadora de premios BAFTA y Emmy, atribuyeron a The Private Life of Sherlock Holmes una fuente de inspiración para su programa.
Michael Hardwick y Mollie Hardwick escribieron una novelización de la película.

## Argumento
La película se divide en dos historias separadas y desiguales. En la primera y más corta de las dos, en agosto de 1887, Rogozhin se acerca a Holmes, en nombre de una famosa bailarina rusa, Madame Petrova. Madame Petrova está a punto de jubilarse y desea tener un hijo. Ella propone que Holmes sea el padre, alguien que espera que herede la belleza de ella y el intelecto de él. Holmes logra liberarse afirmando que Watson es su amante, para vergüenza de este último. De vuelta en 221B, Watson confronta a Holmes sobre la realidad de los rumores resultantes, y Holmes solo afirma que Watson está «siendo presuntuoso» al preguntarle a Holmes si ha tenido relaciones con mujeres.
En la trama principal, una mujer belga, Gabrielle Valladon, es sacada del río Támesis y llevada a Baker Street. Le ruega a Holmes que encuentre a su marido ingeniero desaparecido. La investigación resultante conduce a un castillo en Escocia. En el camino, se encuentran con un grupo de monjes y algunos enanos, y aparentemente Watson ve al monstruo del lago Ness. Ven que tanto canarios como ácido sulfúrico entran al castillo y concluyen que los canarios se utilizan para detectar cloro gaseoso producido cuando el ácido sulfúrico se mezcla con agua de mar.
Es revelado que el hermano de Sherlock, Mycroft, está involucrado en la construcción de un submarino anterior a la Primera Guerra Mundial para la Armada británica, con la ayuda de Monsieur Valladon. A la hora de realizar pruebas con él, fue disfrazado de monstruo marino. Los enanos fueron reclutados como tripulantes porque ocupaban menos espacio y necesitaban menos aire. Cuando se encuentran, Mycroft le informa a Sherlock que Madame Valladon es en realidad una importante espía alemana, Ilse von Hoffmanstal, enviada para robar el sumergible. Los «monjes» son marineros alemanes.
La reina Victoria llega para inspeccionar la nueva arma, solo para objetar su carácter antideportivo. Ella le ordena al exasperado Mycroft que lo destruya, por lo que él lo deja convenientemente sin vigilancia para que lo tomen los monjes (preparándolo para que se hunda cuando esté sumergido). Fräulein von Hoffmanstal es arrestada, a la espera de ser canjeada por un homólogo británico.
En la escena final, algunos meses después, Sherlock recibe un mensaje de su hermano, diciéndole que von Hoffmanstal había sido arrestada como espía en Japón y posteriormente ejecutada por un pelotón de fusilamiento. Con el corazón roto, el detective se retira a su habitación para buscar consuelo en una solución de cocaína.

## Reparto
- Robert Stephens como Sherlock Holmes.
- Colin Blakely como el Dr. John H. Watson.
- Geneviève Page como Gabrielle Valladon/Ilse von Hoffmanstal.
- Christopher Lee como Mycroft Holmes.
- Irene Handl como la Señora Hudson.
- Clive Revill como Rogozhin.
- Tamara Tumánova como Madame Petrova.
- Stanley Holloway como Sepulturero.
- Catherine Lacey como anciana.
- Mollie Maureen como la reina Victoria.
- James Copeland como guía.
- Jenny Hanley como prostituta (escena eliminada).
- Peter Madden como Von Tirpitz.
- Michael Balfour como cochero.
- Robert Cawdron como gerente del hotel.
- Alex McCrindle como equipaje.
- Frank Thornton como portero.
- Graham Armitage como Wiggins (sin acreditar).
- Ina De La Haye como criada de Petrova (sin acreditar).
- George Benson como Inspector Lestrade (sin acreditar).

## Producción

### Casting
Billy Wilder, holmesiano desde hace mucho tiempo, había aspirado durante mucho tiempo a crear una adaptación musical de las historias de Sherlock Holmes. Después de dos intentos fallidos en 1955 y 1963, decidió embarcarse en un guion no musical con su colaborador I. A. L. Diamond.
Inicialmente, Wilder planeó contratar a Peter O'Toole como Holmes y Peter Sellers como Watson. Nicol Williamson, quien luego interpretó a Holmes en The Seven-Per-Cent Solution, también fue considerado para Holmes. Rex Harrison buscó el papel, pero Wilder no estaba interesado.
Al fornido actor británico James Robertson Justice le ofrecieron el papel de Mycroft Holmes, pero se negó a afeitarse la barba. Christopher Lee asumió el papel después de que la mala salud de George Sanders lo apartara del papel. Lee estuvo eternamente agradecido con Wilder por permitirle tomar el papel ya que ayudó a su carrera y pudo terminar de ser consignado a películas de terror.

### Rodaje
Se construyeron decorados elaborados en el terreno de los estudios Pinewood, incluidos 150 metros del decorado de Baker Street, a un coste de 80 000 libras esterlinas. La reproducción del Club Diógenes se mantuvo hasta 1973, habiendo sido utilizada en otras películas como Hands of the Ripper y Carry On at Your Convenience. Los decorados fueron diseñados por el director de arte Alexandre Trauner.
Las escenas ambientadas en Escocia se filmaron en el castillo de Urquhart a orillas del lago Ness, Kilmartin Hall en Loch Meiklie, y la estación de tren de Nairn. La escena del cementerio con Stanley Holloway se filmó en la Iglesia de Santa María, Winkfield en Berkshire. También se utilizaron como ubicaciones la Somerset House de Londres y el London Coliseum. Castle Stuart y Eilean Donan Castle en Escocia y la Torre de Broadway en Worcestershire hicieron apariciones fugaces.

### Escenas eliminadas
El primer corte de la película duró aproximadamente tres horas y veinte minutos. Como resultado, se eliminaron grandes porciones. Todas las siguientes escenas fueron filmadas, pero fueron eliminadas del lanzamiento final ante la insistencia del estudio. Lo que quedó de ellos fue recuperado y restaurado para el lanzamiento en LaserDisc de la película. Ninguna de las escenas sobrevive en su forma completa, ni con metraje ni audio.
Las escenas eliminadas incluyen:
- Un prólogo ambientado en el presente en el que el nieto del Dr. Watson, el también Dr. Watson (un veterinario canadiense), también interpretado por Colin Blakely, visita un banco de Londres para reclamar las pertenencias de su abuelo. El director del banco, Havelock-Smith (John Williams), le trae al Dr. Watson la caja fuerte de su abuelo, que contiene objetos de Holmes y Watson, junto con una serie de historias inéditas (esta escena está completamente perdida, solo sobreviven imágenes de producción y el guion).

- El prólogo luego pasa a la parte de 1887 de la película. Muestra a Holmes y Watson mientras viajan de regreso a Londres en tren, después de haber resuelto un caso en Yorkshire. Un hombre desaliñado entra corriendo en su compartimento y rápidamente se queda dormido. Basándose en numerosas pistas, Holmes deduce que el hombre es un profesor de música italiano que estaba teniendo una aventura con la esposa de un noble, lo atraparon, saltó por la ventana y corrió hacia el tren. Esta escena luego pasa a su llegada al 221B de Baker Street, como se ve en la película terminada (solo sobrevive el audio de esta escena, junto con imágenes de producción).

- The Curious Case of the Upside Down Room («El curioso caso de la habitación al revés») - El Inspector Lestrade visita a Holmes y Watson y les pide ayuda para resolver el caso aparentemente imposible de un cadáver encontrado en una habitación que fue descubierta completamente al revés, con muebles en el techo. Los tres visitan la escena del crimen, donde Holmes inspecciona las pistas. De vuelta en casa, Holmes deduce que Watson organizó todo en un intento de despertar el interés de Holmes, sacar a su amigo de una profunda depresión y alejarlo de la cocaína.[5] Watson está furioso porque se ha descubierto su artimaña y porque su amigo tiene la intención de seguir consumiendo drogas. Amenaza con mudarse, pero Holmes destruye sus viales de cocaína. Watson acepta quedarse, solo para revelarse que los viales que Holmes destruyó estaban vacíos; ha escondido los viales llenos en el estuche de su violín (solo sobrevive el audio de esta secuencia, junto con imágenes de producción).

- The Adventure of the Dumbfounded Detective («La aventura del detective estupefacto») - Durante la escena de la película en la que Holmes viaja en tren a Escocia con Gabrielle Valladon, originalmente hubo una transición a una analepsis, donde él le contó sobre sus días de estudiante en Oxford. Holmes se había enamorado de una hermosa chica que había visto de lejos. Después de que el equipo de Holmes ganó una carrera contra Cambridge, para celebrarlo, juntaron su dinero y realizaron una lotería, donde el ganador pasaría tiempo con una prostituta (Jenny Hanley). Holmes ganó, pero estaba nervioso porque no quería mancillar su amor por la chica que había visto, solo para revelarse que la prostituta es esa misma chica. Holmes le dice a Gabrielle que este episodio le enseñó que no valía la pena correr el riesgo de involucrarse emocionalmente para alguien en su posición (esta escena está completamente perdida, solo sobreviven fotogramas de producción y el guion).[7][8]

- The Dreadful Business of the Naked Honeymooners («El terrible caso de los recién casados desnudos») - Mientras Holmes y Watson viajan de regreso a Inglaterra en un transatlántico, después de haber resuelto un caso para el sultán en Constantinopla, Holmes se queja de que cualquiera podría haber resuelto el caso, incluso Watson. Cuando se descubre un asesinato a bordo, Holmes le dice a Watson que intente resolver el caso él mismo. Holmes observa, sin decir nada, cómo Watson procede a ir al camarote equivocado, donde encuentra a una pareja en luna de miel (Nicole Shelby y Jonathan Cecil) desmayados, borrachos y desnudos, en la cama. Confundiéndolos con las víctimas del asesinato, Watson comienza a deducir una solución elaborada basada en la «evidencia» que ve a su alrededor, mientras Holmes escucha divertido. No es sino hasta que los amantes se despiertan que Holmes le dice a Watson que se ha ido al camarote equivocado, y Watson decide no intentar resolver un caso nuevamente[5] (solo sobrevive el metraje de la película de esta secuencia, el audio está perdido).

- Una escena de epílogo, inmediatamente después de que Holmes se retira a su habitación para consumir cocaína al enterarse de la muerte de Gabrielle/Ilse, en la que el inspector Lestrade llega al 221B de Baker Street y le pide a Watson la ayuda de Holmes para resolver los asesinatos en curso de Jack el Destripador. Watson, lamentándose, dice que Holmes está ocupado y debe declinar. Lestrade le asegura a Watson que Scotland Yard puede resolver el caso sin Holmes[4][5] (solo sobrevive el audio de esta escena).

- Otra escena eliminada involucraba a Rogozhin llegando al 221B de Baker Street para darle a Holmes el Stradivarius que le prometió Madame Petrova. Aún creyendo la historia de Holmes de que él y Watson son homosexuales, Rogozhin le ofrece rosas a Watson. El editor Ernest Walter argumentó sin éxito que esta fuera la escena final de la película, como un guiño al final de Some Like It Hot, pero Billy Wilder se negó y prefirió terminar la película con una nota más triste (esta escena no sobrevive).

### Modelo perdido del monstruo del lago Ness
Un modelo de 9 m del monstruo del lago Ness se construyó para la película en 1969. El modelo incluía un cuello y dos jorobas y fue llevado junto a un muelle para filmar partes de la película. Billy Wilder no quería las jorobas y pidió que se las quitaran, a pesar de las advertencias de que afectaría su flotabilidad. Como resultado, el modelo se hundió. El modelo fue redescubierto en abril de 2016 durante una expedición escocesa para encontrar el monstruo del lago Ness.

### Subtexto
El director Billy Wilder ha dicho que originalmente tenía la intención de retratar a Holmes explícitamente como un homosexual reprimido, afirmando: «Debería haber sido más atrevido. Tengo esta teoría. Quería que Holmes fuera homosexual y no admitirlo ante nadie, incluido tal vez incluso él mismo. La carga de mantenerlo en secreto fue la razón por la que se drogó». Los intereses personales de Holmes y, en particular, sus sentimientos por Watson siguen siendo ambiguos en la película, incluyendo, entre otros, la admisión de Holmes de que «no es un admirador incondicional de las mujeres», el placer que obtiene al dar a entender a los extraños que él y Watson son amantes, y su afirmación de que Watson está «siendo presuntuoso» al asumir que ha habido mujeres en su vida, entre otras. Mark Gatiss calificó The Private Life of Sherlock Holmes como «la película que cambió su vida» por esta razón: «Es una película fantásticamente melancólica. La relación entre Sherlock y Watson está muy bien tratada; Sherlock efectivamente se enamora de él en la película, pero es tan desesperadamente tácito».

## Recepción
Tras su lanzamiento en el Radio City Music Hall de la ciudad de Nueva York, recibió excelentes críticas. Vincent Canby lo llamó «un Billy Wilder comparativamente suave y un Sherlock Holmes bastante atrevido, tal vez no una mezcla perfecta, pero sí cariñosa y entretenida». Recaudó 150 000 dólares en su primera semana en el Music Hall, ocupando el puesto 13 en la taquilla de Estados Unidos. Kim Newman, reseñándola en la revista Empire, la describió como «la mejor película de Sherlock Holmes jamás realizada» y «muy subestimada en el canon de Wilder». Roger Ebert fue más crítico y le dio a la película dos estrellas y media de cuatro. Escribió que «decepcionantemente carece de mordiente y sofisticación», que «comienza de manera bastante prometedora» pero que «antes de que la película cumpla 20 minutos, Wilder se conformó con simplemente contar una aventura de Sherlock Holmes». Gene Siskel le dio a la película una estrella y media de cuatro y la calificó como «un misterio convencional y no muy bien escrito» que hacía parecer que «Wilder tenía suficiente idea para un sketch de un programa de variedades de televisión, pero desafortunadamente consideró oportuno ampliarlo a una película». Charles Champlin, del Los Angeles Times, escribió que «todo el efecto de la película es una especie de afable suavidad que, dadas las expectativas que se tienen de Billy Wilder, constituye una decepción». Según la muestra de ciudades cubiertas por Variety, recaudó 536 927 dólares en 39 semanas de reproducción en 1970.
Peter Bradshaw de The Guardian, reseñando la película en 2002, escribió: «La distintiva e irreverente visión de Billy Wilder sobre el 'detective consultor' más grande del mundo se mantiene razonablemente bien 32 años después; no se esperaría que nada dirigido por Wilder y escrito por su asociado desde hace mucho tiempo con I. A. L. Diamond no fuera nada divertido y visible, y esto es ambas cosas».

## Medios domésticos
En 1994, Image Entertainment estrenó la película en LaserDisc, en lo que se llamó Private Life of Sherlock Holmes, The: Special Edition. El lanzamiento incluye The Dreadful Business of the Naked Honeymooners. La secuencia fue subtitulada porque no había audio disponible.